# Säsong 1 av Farmen
Den första säsongen av Farmen sändes på TV4 mellan 24 september och 30 november 2001, och visades med 30 minuter långa avsnitt med reklam under måndagar till torsdagar och 40 minuter med reklam på fredagar. Inspelningsplatsen var på Kolhorvan i Tuna, Vimmerby kommun i Småland, och programledare var Hans Fahlén.
Qristina Ribohn och Gustav Lorenz återkom i senare säsonger.

## Deltagare
| Deltagare             | År | Bostad       | Yrke                 | Resultat                              |
| --------------------- | -- | ------------ | -------------------- | ------------------------------------- |
| Nipa Manjit           | 23 | Jönköping    | Modell               | Förlorade första tvekampen.           |
| Erik Niva             | 22 | Sundsvall    | Journaliststuderande | Förlorade andra tvekampen.            |
| Sven Petrén           | 59 | Veberöd      | Mjölkbonde           | Lämnade farmen vid avsnitt 14.        |
| Qristina Ribohn       | 47 | Södra Sandby | Sjöman               | Lämnade farmen vid avsnitt 17.        |
| Gustav Lorenz         | 21 | Uppsala      | Mediestuderande      | Förlorade fjärde tvekampen.           |
| Sven-Åke Wahlström    | 48 | Stockholm    | Skådespelare         | Förlorade femte tvekampen.            |
| Majsan Linder         | 29 | Stockholm    | Nagelteknolog        | Lämnade farmen vid avsnitt 29.        |
| Jason Murphy          | 27 | Stockholm    | Marinkårssoldat      | Förlorade sjätte tvekampen.           |
| Roger Lindberg        | 49 | Stockholm    | Kustjägare           | Förlorade sjunde tvekampen.           |
| Paul Biswajit Hedberg | 28 | Gällivare    | Studerande           | Förlorade åttonde tvekampen.          |
| Sofia Olofsson        | 25 | Ängelholm    | Inköpsansvarig       | Förlorade nionde tvekampen.           |
| Hendrik Kangasmuukko  | 22 | Göteborg     | Juridikstuderande    | Förlorade tionde tvekampen.           |
| Zandra Dahlberg       | 22 | Linköping    | Pansarvagnbefäl      | Fjärde plats, förlorade omröstningen. |
| Malin Holmer          | 31 | Alnarp       | Arborist             | Tredje plats, förlorade omröstningen. |
| Johanna Wiechel       | 23 | Stockholm    | Medieproducent       | Andra plats, förlorade finalen.       |
| Benny Viberg          | 46 | Visby        | Snickare             | Årets farmare                         |

1. ↑  Qristina var tvungen att uppsöka sjukhus mellan avsnitt 9 och 13.
2. ↑  Majsan förlorade tredje tvekampen, men återvände vid avsnitt 18 efter att Qristina hade lämnat farmen.
3. 1 2 3  Jason, Roger och Zandra bodde ute i skogen mellan avsnitt 11 och 26, och anlände till farmen som utmanare vid avsnitt 27.
4. ↑  Paul anlände till farmen vid avsnitt 17, efter att Sven hade lämnat den.

## Veckosammanfattning
| Vecka | Storbonde             | Förstekämpe           | Andrekämpe            | Tvekamp     | Hemskickad            |
| ----- | --------------------- | --------------------- | --------------------- | ----------- | --------------------- |
| 1     | Malin Holmer          | Nipa Manjit           | Sofia Olofsson        | Mjölkkannan | Nipa Manjit           |
| 2     | Benny Viberg          | Erik Niva             | Hendrik Kangasmuukko  | Mjölkkannan | Erik Niva             |
| 3     | Hendrik Kangasmuukko  | Qristina Ribohn       | Majsan Linder         | Sågen       | Majsan Linder         |
| 4     | Sofia Olofsson        | Paul Biswajit Hedberg | Gustav Lorenz         | Mjölkkannan | Gustav Lorenz         |
| 5     | Hendrik Kangasmuukko  | Sven-Åke Wahlström    | Paul Biswajit Hedberg | Husförhöret | Sven-Åke Wahlström    |
| 6     | Paul Biswajit Hedberg | Jason Murphy          | Hendrik Kangasmuukko  | Sågen       | Jason Murphy          |
| 6     | Paul Biswajit Hedberg | Roger Lindberg        | Benny Viberg          | Mjölkkannan | Roger Lindberg        |
| 7     | Benny Viberg          | Hendrik Kangasmuukko  | Paul Biswajit Hedberg | Husförhöret | Paul Biswajit Hedberg |
| 8     | Benny Viberg          | Johanna Wiechel       | Sofia Olofsson        | Sågen       | Sofia Olofsson        |
| 9     | Zandra Dahlberg       | Hendrik Kangasmuukko  | Benny Viberg          | Husförhöret | Hendrik Kangasmuukko  |

1. ↑  Storbonden Benny hade valt Qristina som förstekämpe, men när hon tvingades uppsöka sjukhus vid avsnitt 9 fick han välja en ny.
2. ↑  Qristina blev automatiskt förstekämpe när hon återvände vid avsnitt 13, då hon redan var vald innan sjukhusvistelsen.
3. ↑  Majsan förlorade tredje tvekampen, men återvände till farmen vid avsnitt 18 efter att Qristina hade lämnat den.
4. 1 2  Utmanarna skulle välja tvekamper och farmarna skulle välja vem som skulle möta vem i tvekamperna. Storbonden Paul var immun från att bli vald.
5. 1 2  Efter att Majsan lämnat farmen, skulle storbonden Paul välja vem av utmanarna som slapp gå upp i tvekamp. Han valde Zandra som skulle ha utmanat Sofia i husförhöret.
6. 1 2  Från och med vecka 8 skedde en öppen omröstning för valet av förstekämpe. Den som blev vald fick välja både andrekämpe samt tvekamp.
7. ↑  Röstningen för vecka 8 blev: Johanna fick 4 röster från Benny, Hendrik, Malin och Sofia. Sofia fick 1 röst från Zandra, och Zandra fick 1 röst från Johanna.
8. ↑  Röstningen för vecka 9 blev: Hendrik fick 3 röster från Johanna, Malin och Zandra. Johanna fick 2 röster från Benny och Hendrik.

### Finalveckan
I finalveckan fick varje finalist ta hand om farmen helt själv under en dag vardera, medan de tidigare farmarna följde efter och bedömde vem som var värdig att gå till slutfinalen.
Juryomröstning
| Finalister                                                   | Hemskickade                   |
| ------------------------------------------------------------ | ----------------------------- |
| Benny Viberg, Johanna Weichel, Malin Holmer, Zandra Dahlberg | Malin Holmer, Zandra Dahlberg |

Final
| Finalister      | Tvekamp     | Årets farmare |
| --------------- | ----------- | ------------- |
| Benny Viberg    | Husförhöret | Benny Viberg  |
| Johanna Weichel | Husförhöret | Benny Viberg  |

1. 1 2 3 4  De tidigare farmarna fick rösta fram finalisterna av de kvarvarande fyra farmarna, vilket blev Benny och Johanna.
Benny fick 6 röster av Nipa, Paul, Roger, Sofia, Sven och Sven-Åke. Johanna fick 2 röster av Hendrik och Jason. Malin fick 2 röster av Gustav och Qristina.
2. 1 2  Eftersom det blev lika mellan Johanna och Malin, fick juryn göra en omröstning mellan de två om den sista finalplatsen. Med 7 röster mot 3 röster valde juryn att skicka Johanna till final.

## Tittarsiffror
| Vecka | Avsnitt | Datum                      | Tittarsiffror i tusental | Tittarsiffror i tusental | Tittarsiffror i tusental | Tittarsiffror i tusental | Tittarsiffror i tusental | Genomsnitt |
| ----- | ------- | -------------------------- | ------------------------ | ------------------------ | ------------------------ | ------------------------ | ------------------------ | ---------- |
| 1     | 1–5     | 24–28 september 2001       | 1 011                    | 943                      | 993                      | 936                      | 1 103                    | 997 000    |
| 2     | 6–10    | 1–5 oktober 2001           | 1 120                    | 1 079                    | 1 123                    | 1 179                    | 1 574                    | 1 215 000  |
| 3     | 11–15   | 8–12 oktober 2001          | 1 077                    | 1 165                    | 1 076                    | 1 262                    | 1 808                    | 1 278 000  |
| 4     | 16–20   | 15–19 oktober 2001         | 1 215                    | 1 113                    | 1 254                    | 1 073                    | 1 162                    | 1 163 000  |
| 5     | 21–25   | 22−26 oktober 2001         | 1 266                    | 1 118                    | 1 189                    | 1 110                    | 1 280                    | 1 193 000  |
| 6     | 26–30   | 29 oktober−2 november 2001 | 1 116                    | 1 155                    | 1 195                    | 1 136                    | 1 272                    | 1 175 000  |
| 7     | 31–35   | 5−9 november 2001          | 1 270                    | 1 096                    | 1 293                    | 1 104                    | 1 233                    | 1 199 000  |
| 8     | 36–40   | 12−16 november 2001        | 1 251                    | 1 166                    | 1 173                    | 1 164                    | 1 443                    | 1 239 000  |
| 9     | 41–45   | 19−23 november 2001        | 1 172                    | 1 255                    | 1 223                    | 1 136                    | 1 395                    | 1 236 000  |
| 10    | 46–51   | 26−30 november 2001        | 1 180                    | 1 280                    | 1 300                    | 1 255                    | 1 756                    | 1 313 000  |